# Rhizocarpon submodestum
Rhizocarpon submodestum är en lavart som först beskrevs av Edvard(Edward) August Vainio, och fick sitt nu gällande namn av Edvard(Edward) August Vainio. Rhizocarpon submodestum ingår i släktet Rhizocarpon, och familjen Rhizocarpaceae. Enligt den finländska rödlistan är arten otillräckligt studerad i Finland. Arten är reproducerande i Sverige. Artens livsmiljö är klippor (inklusive flyttblock).